# 火车东站 (南宁轨道交通)
火車東站是南宁轨道交通1号线的地铁车站，位於中华人民共和国广西壮族自治区南宁市青秀区站南东路与站南西路交叉口地下南宁东站站房南側，呈東西向，樓高4层，其中月台位于地下4层，而站厅位于地下3层。車站设有两个岛式月台，其中一個是1號綫月台，另一個則將成為7号线（規劃中）月台。高铁乘客可在地下二层进入地铁站厅，無須走出站房。

## 历史
1号线全线于2012年12月15日开展土建工程。本軌道交通車站以明挖顺筑法建設；施工期間，建築方在建設工地建設了一個樓高三層的框架建築，再把這個建築轉移到地下。1号线东段（南湖站－火车东站）在完成调试后於6月28日开始试运行，火车东站也因此而启用，成为1号线的终点站之一。

## 设施

### 結構
火车东站設有4層，地面為出入口，地下一層预留作商业用途，地下二层為疏散厅，地铁乘客可从此进入南宁火车东站，地下三层為客服中心、大堂和商店，地下四層為1號線月台（往石埠）。
| 地面     | 出入口          | 出入口                   |
| 地下一层 | 商业开发        | 商业开发                 |
| 地下二层 | 疏散厅          | 疏散厅                   |
| 地下三层 | 大堂            | 客服中心、商店、自助服務 |
| 地下四层 |                 | █ 1号线列車往石埠方向    |
| 地下四层 | 島式月台        |                          |
| 地下四层 | █ 1号线终点站台 |                          |

### 出入口
火车东站形似狹長的方形，設有6個出入口，其中A、D出口设有无障碍电梯。
| 出口編號            | 建議前往的目的地                                                                             | 照片 |
| ------------------- | -------------------------------------------------------------------------------------------- | ---- |
| 出口A               | 站南西路、南宁东站南广场、南进站口、售票区、商业区                                           |      |
| 出口B               | 通达西路、凤岭北路、南宁东站南广场、南停车场（A、B区）、南公交站台、出租车站、医务室、母婴室 |      |
| 出口C               | （此出入口尚未开放）                                                                         |      |
| 出口D               | （此出入口尚未开放）                                                                         |      |
| 出口E               | 南宁东站南进出站口、售票区                                                                   |      |
| 出口F               | 南宁东站南进出站口、售票区                                                                   |      |
| 注： 設有无障碍电梯 |                                                                                              |      |

## 服务
工作日高峰時段（早上7時至9時、晚上5時30分至7時30分），本站的发车间隔为3.5分钟，其余时段每班车的间隔时间為7分钟。双休日期间，低峰（早上6時30分至11時）行车间隔为7分钟，高峰时段（早上11時30分至晚上8時）5分钟，平峰时段（晚上8時至11時）6分钟。从火车东站开往石埠站的首班车在每天上午6时30分开出，而末班车则在每天晚上11时开出。